# لونگکامپ
لونگکامپ (به آلمانی: Longkamp) یک شهر در آلمان است که در برنکاستل-ویتلیش واقع شده‌است. لونگکامپ ۱٬۱۹۴ نفر جمعیت دارد.